# 1995 OX1
1995 OX1 är en asteroid i huvudbältet som upptäcktes den 26 juli 1995 av de båda japanska astronomerna Takeshi Urata och Yoshisada Shimizu vid Nachi-Katsuura-observatoriet.